# Bolesław Woytowicz
Bolesław Woytowicz (Dunajowce, 1899. december 5. – Katowice, 1980. július 11.) lengyel zeneszerző, zongoraművész és zenepedagógus volt, Stefania Woytowicz énekesnő féltestvére. Zeneszerzést Witold Maliszewskitől és Nadia Boulanger-tól tanult. Ő maga is híres tanár volt, jeles tanítványai voltak: Tadeusz Baird, Witold Szalonek és Wojciech Kilar.

## Tanulmányai
Bolesław Woytowicz 1899. december 5-én született Dunajowcében (Podólia, Ukrajna). Zongorázni 14 éves korában kezdett. Három év elteltével Aleksander Wielhorski tanítványa lett Kamieniec Podolskiban (1916-1917). Muzsikusi karrierjét megelőzően szláv nyelvészetből doktorált a Kijevi Egyetemen. A Varsói Egyetemen jogot és matematikát is tanult. 1920 és 1924 között zongorát tanult Aleksander Michałowskinál, a varsói Zeneművészeti Főiskolán. Ezzel párhuzamosan zeneszerzést is tanult Witold Maliszewski és Felicjan Szopski irányítása alatt. 1929 és 1932 között pedig Párizsban volt Nadia Boulanger tanítványa szintén zeneszerzés szakon.

## Művészete
Az 1920-as és 1930-as években zongoraművészként koncertezett hazájában, szerte Európában és az Egyesült Államokban egyaránt. 1927-ben elismerésben részesült az 1. Chopin zongoraversenyen, 1932-ben pedig – zongoraversenyével – komponistaként lett második helyezett a Kronenberg Zeneszerzői Versenyen. Az elismerés ellenére, a kritika igen kedvezőtlenül fogadta a művet, emiatt a szerző röviddel azután megsemmisítette a kottát.
A II. világháború alatt Varsóban kávéházat üzemeltetett (Salon Sztuki), amelyben klasszikus zenei koncerteket szervezett, ezzel támogatva a szűkölködő művészeket. Olyan neves muzsikusok léptek fel ott, mint Witold Lutosławski vagy Andrzej Panufnik. Ludwig van Beethoven szonátái és Antonín Dvořák vonósnégyesei mellett a saját művei, illetve Lutosławski, Grażyna Bacewicz és Roman Palester darabjai is szerepeltek a koncerteken. A háború után is folytatta a koncertezést, egészen 1974-ig, amikor elhatározta, hogy teljesen a zeneszerzésnek és a tanításnak szenteli magát. Számos alkalommal vett részt jelentős nemzetközi zongoraversenyek zsűrijében, a Nemzetközi Chopin Zongoraverseny bíráló bizottságában például 1937-ben, 1949-ben, 1960-ban, 1965-ben és 1970-ben.
Sokoldalú zongoraművész volt, széles repertoárral. Matematikusi gondolkodásának köszönhetően könnyen megértette a művek szerkezetét, belső logikáját. Nagyszerű technikai tudása következtében a legnehezebb és legösszetettebb darabokat is könnyedén játszotta. Műsorán barokk, klasszikus, romantikus és modern művek egyaránt szerepeltek. Legszívesebben Beethoven szonátáit, Chopin etűdjeit, prelűdjeit és szonátáit, Liszt magyar rapszódiáit, H-moll szonátáját, Debussy prelűdjeit és Prokofjev szonátáit játszotta. Olykor azzal vádolták, hogy a darabok értelmezésében inkább az ész, semmint az érzelmek játsszák a fő szerepet.

## Pedagógusi pályája
1924–1939 és 1958-1961 között zongorát és zeneelméletet tanított a varsói Zeneművészeti Főiskolán. 1945 és 1975 között zongorát és zeneszerzést tanított a katowicei, illetve 1963 és 1979 között a krakkói Állami Zeneművészeti Főiskolán. Bolesław Szabelskivel ők voltak az ún. sziléziai iskola megalapítói. Pedagógusi pályája gyakorlatilag a haláláig tartott. Tanítási és előadói céllal kiadásra előkészítette és publikálta Albéniz, Wilhelm Friedemann Bach több tucat művét, Beethoven összes szonátáját, Csajkovszkij, Grieg, Kurpiński, Liszt, Melcer, Moszkowski és Muszorgszkij zongoraműveit, de zongorás kamaradarabokat is.

### Tanítványai
Zongora szakon:
- Urszula Mitręga
- Zofia Owińska
- Irena Protasewicz
- Monika Sikorska-Wojtacha
- Maria Szraiber
- Zbigniew Śliwiński
- Aleksander Woronicki

Zeneszerzés szakon:
- Tadeusz Baird
- Wojciech Kilar
- Witold Szalonek
- Józef Świder
- Romuald Twardowski
- Piotr Paweł Koprowski

## Díjak, elismerések
- Lengyelország Újjászületése érdemrend tiszti keresztje(1952)[9]
- Munka Vörös Zászló Érdemrend, I. fokozat
- Munka Vörös Zászló Érdemrend, II. fokozat
- Érdemérem a Lengyel Népköztársaság megalakulásának 10. évfordulójára
- Állami Zenei Díj (1937)
- Állami Díj (1948, 1950)
- Lengyel Zenei Fesztivál I. díja (1951, 1956)

## Műveinek jegyzéke
- Dwa Mazurki na fortepian (Két mazurka zongorára, 1928)
- Wariacje na fortepian (Variációk zongorára, 1928)
- Dwanaście Pieśni na głos z fortepianem (Tizenkét dal énekhangra, zongorakísérettel, 1928–1930)
- Fantazja na skrzypce i fortepian (Fantázia hegedűre és zongorára, 1929)
- Sonata na fortepian (Szonáta zongorára, 1929)
- Trzy Tańce na fortepian (Három tánc zongorára, 1930)

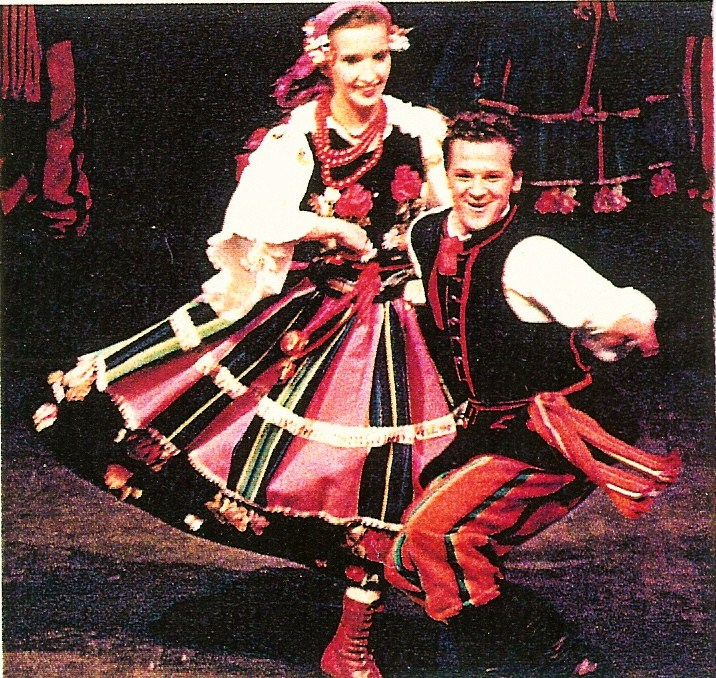
Oberek - gyors, forgós lengyel népi tánc

- Trio na flet, klarnet i fagot (Trió fuvolára, klarinétra és fagottra, 1930)
- L'enfant va dormir, kołysanka na sopran, flet, fagot i harfę (A gyermek elalszik, bölcsődal szoprán hangra, fuvolára, fagottra és hárfára, 1930)
- Oberek na fortepian (Oberek zongorára, 1930)
- Mała Kantata Dziecięca na Pochwałę Bozi i Słońca na 3-głosowy chór dziecięcy a cappella (Kis gyermekkantáta Isten és a Nap dicséretére, háromszólamú a cappella gyermekkarra, 1931)
- Kwartet Smyczkowy nr 1 (1. vonósnégyes, 1932)
- Koncert Fortepianowy (Zongoraverseny,1932)
- Suita Koncertowa na orkiestrę (Koncert szvit zenekarra, 1933)
- Dwa Tańce Polskie na głos, skrzypce, wiolonczelę i fortepian (Két lengyel tánc énekhangra, hegedűre, csellóra és zongorára, 1933)
- Żałobny Poemat „Pamięci Marszałka Piłsudskiego” na wielką orkiestrę symfoniczną (Gyászköltemény „Piłsudski marsall emlékére”, szimfonikus zenekarra, 1935)
- Concertino na małą orkiestrę symfoniczną (Concertino kis szimfonikus zenekarra, 1936)
- Powrót, balet (Visszatérés, balett, 1937)
- Symfonia nr 1, 20 wariacji w formie symfonii (1. szimfónia – 20 változat szimfónia formában, 1938)
- Symfonia nr 2 „Warszawska” (2. „Varsói” szimfónia, 1945)[10]
- Recitativo na skrzypce lub wiolonczelę i organy (Recitativo hegedűre vagy csellóra és orgonára, 1946)
- Recitativo e arietta na fortepian (Recitativo és arietta zongorára, 1947)
- Dwanaście Etiud na fortepian (Tizenkét etűd zongorára, 1948)
- Kantata na Pochwałę Pracy na głosy solowe, chór mieszany i orkiestrę (Kantáta a munka dicséretére, szóló énekhangra, vegyes karra és zenekarra, 1948)
- Sześć Szkiców Symfonicznych na wielką orkiestrę symfoniczną (Hat szimfonikus vázlat, zenekarra, 1949)
- Nasza Pieśń wersja I na chór mieszany i małą orkiestrę symfoniczną (A mi dalunk, 1. változat, vegyes karra és kis szimfonikus zenekarra, 1950)
- Nasza Pieśń wersja II na chór mieszany (A mi dalunk, 2. változat, vegyes karra, 1950)
- Nasza Pieśń wersja III na głos i fortepian (A mi dalunk, 3. változat, énekhangra és zongorára, 1950)
- Prorok, Kantata na bas, chór żeński, chór męski i orkiestrę symfoniczną (A próféta, kantáta basszusra, női karra, vegyes karra és szimfonikus zenekarra, 1950)
- Pokój, wersja I, Pieśń na głos i fortepian (Béke, 1. változat, énekhangra és zongorára, 1951)
- Pokój, wersja II, Pieśń na chór mieszany a cappella (Béke, 2. változat, a cappella vegyes karra, 1951)
- Pokój, wersja III, Pieśń na chór mieszany i fortepian (Béke, 3. változat, vegyes karra és zongorára, 1951)
- Sonata na flet i fortepian (Szonáta fuvolára és zongorára, 1952)
- Kwartet smyczkowy nr 2 (2. vonósnégyes, 1953)
- Trzy Ludowe Pieśni Śląskie na chór mieszany (Három sziléziai népdal vegyes karra, 1955)
- Lamento wersja I, wokaliza na sopran, klarnet i fortepian (Lamento Panasz, 1. változat, vocalise[11] szoprán hangra, klarinétra és zongorára, 1957)
- The Great Fugue na kwartet smyczkowy i dwa zespoły smyczkowe (A nagy fúga, vonósnégyesre és két vonós együttesre, 1958)
- Lamento wersja II, wokaliza na sopran i orkiestrę symfoniczną (Lamento, 2. változat, vocalise szoprán hangra és szimfonikus zenekarra, 1959)
- Dziesięć Etiud na fortepian (Tíz etűd zongorára, 1960)
- Symfonia nr 3 „Piano Concertante” na fortepian i orkiestrę (3. szimfónia – „Piano Concertante”, zongorára és zenekarra, 1963)[12]
- Miniatura wersja I na skrzypce i fortepian (Miniatűr, 1. változat, hegedűre és zongorára, 1966)
- Miniatura wersja II na skrzypce, altówkę i wiolonczelę (Miniatűr, 2. változat, hegedűre, brácsára és csellóra, 1966)
- Mała Sonata na fortepian (Kis szonáta zongorára, 1977)
- De Profundis na głos i organy (De profundis,[13] énekhangra és orgonára, 1977)

## Fordítás
Ez a szócikk részben vagy egészben  a   Bolesław Woytowicz című lengyel Wikipédia-szócikk ezen változatának fordításán alapul.  Az eredeti cikk szerkesztőit annak laptörténete sorolja fel. Ez a jelzés csupán a megfogalmazás eredetét és a szerzői jogokat jelzi, nem szolgál a cikkben szereplő információk forrásmegjelöléseként.